# Vanity label
Il termine inglese vanity label (letteralmente etichetta di vanità) identifica un'etichetta discografica fondata e gestita da un musicista per produrre la propria musica, mantenendo un certo grado di libertà ed autonomia artistica e produttiva. Tali etichette discografiche si avvalgono spesso del supporto di una o più major per quanto riguarda i servizi di distribuzione.